# Marcelinho Carioca
Marcelinho Carioca, född 1 februari 1971 i Rio de Janeiro i Brasilien, är en brasiliansk före detta fotbollsspelare.